# Finneløst marsvin
Det finneløse marsvin (Neophocaena phocaenoides) er et medlem af marsvin-familien under tandhvalerne. Arten er den eneste i slægten Neophocaena. Dyret er 1,2-1,9 m langt og vejer 30-45 kg og adskiller sig fra de øvrige marsvin ved ikke at have en rygfinne. Marsvinet findes langs sydøstasiatiske kyster og i de større floder, som f.eks. Yangtze.